# Vattungen (Luleå)
Vattungen is een Zweeds eiland / zandbank behorend tot de Lule-archipel. Het eiland ligt ten noordwesten van Sigfridsön. Het heeft geen vaste oeververbinding. Het heeft een vluchtcabine. Vattungen is benoemd door de Vikingen; het betekent iets in de trant van "net boven water"; het hoogste punt is nu ruim 10 meter; destijds was het eiland lager.